# 弗朗西斯·帕克曼
弗朗西斯·帕克曼（英語：Francis Parkman，1823年9月16日—1893年11月8日）是一位美国历史学家，主要作品有《俄勒冈小道》（The Oregon Trail: Sketches of Prairie and Rocky-Mountain Life）等。

## 个人简介
帕克曼出生于马萨诸塞州波士顿，父亲是老弗朗西斯·帕克曼牧师（1788-1853 年）和卡罗琳·帕克曼。
帕克曼 16 岁时就读于哈佛大学。1843 年，20 岁的他以大巡回赛的方式前往欧洲旅行了八个月。帕克曼穿越阿尔卑斯山和亚平宁山脉进行探险，攀登维苏威火山，并在罗马生活了一段时间。在1844年毕业后，他获得法律学位，随后在欧美各地探险旅行。他在 1846 年至 1848 年在纽约史坦顿岛和佛蒙特州布拉特尔伯勒病疗期间写了《俄勒冈小径》。他于1855年当选为美国艺术与科学院院士，并于1865年当选为美国古物学会会员。

## 作品
- 《俄勒冈小道》
- 《进攻堡垒》[2]